# Spiloxene dielsiana
Spiloxene dielsiana är en enhjärtbladig växtart som först beskrevs av Gert Cornelius Nel, och fick sitt nu gällande namn av Sidney Garside. Spiloxene dielsiana ingår i släktet Spiloxene och familjen Hypoxidaceae. Inga underarter finns listade i Catalogue of Life.